# Circoscrizione Sicilia 1
La circoscrizione Sicilia 1 è una circoscrizione elettorale italiana per l'elezione della Camera dei deputati.

## Storia e territorio
La circoscrizione venne istituita dalla legge Mattarella (legge 4 agosto 1993, n. 277) e sostituiva la precedente circoscrizione Palermo-Trapani-Agrigento-Caltanissetta (o collegio di Palermo) in vigore per tutte le elezioni politiche in Italia dal 1948 al 1992. Fu confermata nelle successive legge Calderoli (legge 21 dicembre 2005, n. 270) e legge Rosato (legge 3 novembre 2017, n. 165).
Il territorio della circoscrizione coincide alle province di Agrigento, Palermo, Trapani e Caltanissetta (quest'ultima eccetto il singolo comune di Niscemi, che nel 2017 fu aggregato alla circoscrizione Sicilia 2), quindi alla metà occidentale della Sicilia.

## Dal 1993 al 2005

### Collegi uninominali
| Mappa | Collegio                   | Comuni |
| ----- | -------------------------- | --- |
|       | 1. Trapani                 | Erice, Favignana, Paceco, Trapani |
|       | 2. Marsala                 | Marsala, Pantelleria, Petrosino, Salemi, Vita |
|       | 3. Mazara del Vallo        | Montevago, Santa Margherita di Belice, Campobello di Mazara, Castelvetrano, Mazara del Vallo, Partanna |
|       | 4. Alcamo                  | Alcamo, Balestrate, Buseto Palizzolo, Calatafimi-Segesta, Camporeale, Castellammare del Golfo, Custonaci, Gibellina, Poggioreale, Salaparuta, San Vito Lo Capo, Santa Ninfa, Trappeto, Valderice |
|       | 5. Cefalù                  | Alia, Alimena, Aliminusa, Blufi, Bompietro, Caltavuturo, Campofelice di Roccella, Castelbuono, Castellana Sicula, Cefalù, Cerda, Collesano, Gangi, Geraci Siculo, Gratteri, Isnello, Lascari, Montemaggiore Belsito, Petralia Soprana, Petralia Sottana, Polizzi Generosa, Pollina, Resuttano, San Mauro Castelverde, Sciara, Scillato, Sclafani Bagni, Valledolmo                            |
|       | 6. Termini Imerese         | Baucina, Bisacquino, Bolognetta, Caccamo, Campofelice di Fitalia, Campofiorito, Castronovo di Sicilia, Cefalà Diana, Chiusa Sclafani, Ciminna, Contessa Entellina, Corleone, Giuliana, Godrano, Lercara Friddi, Marineo, Mezzojuso, Palazzo Adriano, Piana degli Albanesi, Prizzi, Roccamena, Roccapalumba, Santa Cristina Gela, Termini Imerese, Ventimiglia di Sicilia, Vicari, Villafrati. |
|       | 7. Bagheria                | Altavilla Milicia, Bagheria, Belmonte Mezzagno, Casteldaccia, Ficarazzi, Misilmeri, Santa Flavia, Trabia, Villabate |
|       | 8. Partinico               | Altofonte, Borgetto, Carini, Cinisi, Giardinello, Monreale, Montelepre, Partinico, San Cipirello, San Giuseppe Jato, Terrasini |
|       | 9. Palermo - Capaci        | Parte di Palermo, Capaci, Isola delle Femmine, Torretta, Ustica |
|       | 10. Palermo - Resuttana    | Parte di Palermo |
|       | 11. Palermo - Zisa         | Parte di Palermo |
|       | 12. Palermo - Libertà      | Parte di Palermo |
|       | 13. Palermo - Villagrazia  | Parte di Palermo |
|       | 14. Palermo - Settecannoli | Parte di Palermo |
|       | 15. Gela                   | Butera, Gela, Mazzarino, Niscemi, Riesi |
|       | 16. Caltanissetta          | Bompensiere, Caltanissetta, Marianopoli, Milena, Montedoro, Mussomeli, San Cataldo, Santa Caterina Villarmosa, Serradifalco, Sutera, Vallelunga Pratameno, Villalba |
|       | 17. Licata                 | Camastra, Campobello di Licata, Licata, Naro, Palma di Montechiaro, Ravanusa, Delia, Sommatino |
|       | 18. Agrigento              | Agrigento, Aragona, Cattolica Eraclea, Joppolo Giancaxio, Lampedusa e Linosa, Montallegro, Porto Empedocle, Raffadali, Realmonte, Santa Elisabetta, Sant'Angelo Muxaro, Siculiana |
|       | 19. Canicattì              | Cammarata, Canicattì, Casteltermini, Castrofilippo, Comitini, Favara, Grotte, Racalmuto, San Biagio Platani, San Giovanni Gemini, Acquaviva Platani, Campofranco |
|       | 20. Sciacca                | Alessandria della Rocca, Bivona, Burgio, Calamonaci, Caltabellotta, Cianciana, Lucca Sicula, Menfi, Ribera, Sambuca di Sicilia, Santo Stefano di Quisquina, Sciacca, Villafranca Sicula |

### XII legislatura

#### Risultati elettorali
| Coalizioni                       | Liste                              | Proporzionale | Proporzionale | Proporzionale | Maggioritario | Maggioritario | Maggioritario |
| Coalizioni                       | Liste                              | Voti          | %             | Seggi         | Voti          | %             | Seggi         |
| -------------------------------- | ---------------------------------- | ------------- | ------------- | ------------- | ------------- | ------------- | ------------- |
| Polo del Buon Governo            | Forza Italia                       | 465.117       | 34,85         | 2             | 578.539       | 42,72         | 16            |
| Polo del Buon Governo            | Alleanza Nazionale                 | 147.019       | 11,02         | 1             | 578.539       | 42,72         | 16            |
| Progressisti                     | Partito Democratico della Sinistra | 223.111       | 16,72         | 2             | 461.700       | 34,09         | 4             |
| Progressisti                     | La Rete                            | 162.513       | 12,18         | -             | 461.700       | 34,09         | 4             |
| Progressisti                     | Federazione dei Verdi              | 20.518        | 1,54          | -             | 461.700       | 34,09         | 4             |
| Progressisti                     | Alleanza Democratica               | 12.007        | 0,90          | -             | 461.700       | 34,09         | 4             |
| Patto per l'Italia               | Partito Popolare Italiano          | 118.375       | 8,87          | 1             | 208.710       | 15,41         | -             |
| Patto per l'Italia               | Patto Segni                        | 67.649        | 5,07          | 1             | 208.710       | 15,41         | -             |
| Lista Pannella - Riformatori     | Lista Pannella - Riformatori       | 45.108        | 3,38          | -             | 3.421         | 0,25          | -             |
| Partito Socialista Italiano      | Partito Socialista Italiano        | 40.608        | 3,04          | -             | 39.985        | 2,95          | -             |
| Solidarietà Occupazione Sviluppo | Solidarietà Occupazione Sviluppo   | 19.129        | 1,43          | -             | 25.905        | 1,91          | -             |
| Socialdemocrazia per le Libertà  | Socialdemocrazia per le Libertà    | 9.669         | 0,72          | -             | 9.836         | 0,73          | -             |
| Mediterraneo                     | Mediterraneo                       | 3.867         | 0,29          | -             | 3.207         | 0,24          | -             |
| Iniziativa Democratica           | Iniziativa Democratica             | N.D.          | N.D.          | N.D.          | 8.082         | 0,60          | -             |
| Intesa Democratica               | Intesa Democratica                 | N.D.          | N.D.          | N.D.          | 6.122         | 0,45          | -             |
| Impegno Democratico              | Impegno Democratico                | N.D.          | N.D.          | N.D.          | 3.896         | 0,29          | -             |
| Democrazia e Libertà             | Democrazia e Libertà               | N.D.          | N.D.          | N.D.          | 3.707         | 0,27          | -             |
| Primavera                        | Primavera                          | N.D.          | N.D.          | N.D.          | 1.160         | 0,09          | -             |
| Totale                           | Totale                             | 1.334.690     |               | 7             | 1.354.270     |               | 20            |

#### Eletti

##### Parte proporzionale
| Forza Italia                          | Partito Democratico della Sinistra   | Alleanza Nazionale         | Partito Popolare Italiano | Patto Segni    |
| ------------------------------------- | ------------------------------------ | -------------------------- | ------------------------- | -------------- |
|                                       |                                      |                            |                           |                |
| - Gianfranco Miccichè - Mario Ferrara | - Antonietta Rizza - Ottavio Navarra | - Franca Marino Buccellato | - Sergio Mattarella       | - Pietro Milio |

##### Parte maggioritaria
Eletti nel Polo del Buon Governo (FI - LN - CCD - UdC - PLD)
     Eletti nei Progressisti (PDS - PRC - FdV - PSI - Rete - AD)
| Collegio             | Deputato | Deputato                 | Partito |
| -------------------- | -------- | ------------------------ | ------- |
| Trapani              |          | Michele Rallo            | AN      |
| Marsala              |          | Nicola Trapani           | FI      |
| Mazara del Vallo     |          | Mario Caruso             | AN      |
| Alcamo               |          | Francesco Paolo Lucchese | CCD     |
| Cefalù               |          | Salvatore Sparacino      | FI      |
| Termini Imerese      |          | Giuseppe Lumia           | Rete    |
| Bagheria             |          | Cesare Piacentino        | CCD     |
| Partinico            |          | Silvio Liotta            | FI      |
| Palermo-Capaci       |          | Alberto Acierno          | FI      |
| Palermo-Resuttana    |          | Enzo Fragalà             | AN      |
| Palermo-Zisa         |          | Cristina Matranga        | FI      |
| Palermo-Libertà      |          | Guido Lo Porto           | AN      |
| Palermo-Villagrazia  |          | Giacomo Baiamonte        | FI      |
| Palermo-Settecannoli |          | Francesco Cascio         | FI      |
| Gela                 |          | Angelo Blanco            | AN      |
| Caltanissetta        |          | Salvatore Dell'Utri      | AN      |
| Licata               |          | Carmelo Incorvaia        | Rete    |
| Agrigento            |          | Giovanni Marino          | AN      |
| Canicattì            |          | Giuseppe Scozzari        | Rete    |
| Sciacca              |          | Sebastiano Bongiorno     | PDS     |

### XIII legislatura

#### Risultati elettorali
| Coalizioni                                 | Liste                                      | Proporzionale | Proporzionale | Proporzionale | Maggioritario | Maggioritario | Maggioritario |
| Coalizioni                                 | Liste                                      | Voti          | %             | Seggi         | Voti          | %             | Seggi         |
| ------------------------------------------ | ------------------------------------------ | ------------- | ------------- | ------------- | ------------- | ------------- | ------------- |
| Polo per le Libertà                        | Forza Italia                               | 410.641       | 32,64         | 2             | 665.793       | 52,58         | 15            |
| Polo per le Libertà                        | Alleanza Nazionale                         | 180.504       | 14,35         | 1             | 665.793       | 52,58         | 15            |
| Polo per le Libertà                        | CCD-CDU                                    | 102.521       | 8,15          | -             | 665.793       | 52,58         | 15            |
| L'Ulivo                                    | Partito Democratico della Sinistra         | 199.833       | 15,88         | 1             | 526.657       | 41,59         | 5             |
| L'Ulivo                                    | Popolari per Prodi                         | 78.542        | 6,24          | 1             | 526.657       | 41,59         | 5             |
| L'Ulivo                                    | Rinnovamento Italiano                      | 61.956        | 4,92          | 1             | 526.657       | 41,59         | 5             |
| L'Ulivo                                    | Federazione dei Verdi                      | 24.212        | 1,92          | -             | 526.657       | 41,59         | 5             |
| Rifondazione Comunista                     | Rifondazione Comunista                     | 100.520       | 7,99          | 1             | N.D.          | N.D.          | N.D.          |
| Lista Pannella-Sgarbi                      | Lista Pannella-Sgarbi                      | 38.158        | 3,03          | -             | 3.041         | 0,24          | -             |
| Noi Siciliani - Fronte Nazionale Siciliano | Noi Siciliani - Fronte Nazionale Siciliano | 19.084        | 1,52          | -             | 9.252         | 0,73          | -             |
| Fiamma Tricolore                           | Fiamma Tricolore                           | 17.463        | 1,39          | -             | 21.576        | 1,70          | -             |
| Partito Socialista                         | Partito Socialista                         | 9.580         | 0,76          | -             | 6.487         | 0,51          | -             |
| Rinnovamento                               | Rinnovamento                               | 8.737         | 0,69          | -             | 18.762        | 1,48          | -             |
| Federalisti Liberali                       | Federalisti Liberali                       | 6.475         | 0,51          | -             | 11.563        | 0,91          | -             |
| Alleanza Solidale Liberista                | Alleanza Solidale Liberista                | N.D.          | N.D.          | N.D.          | 3.219         | 0,25          | -             |
| Totale                                     | Totale                                     | 1.258.226     |               | 7             | 1.266.350     |               | 20            |

#### Eletti

##### Parte proporzionale
| Forza Italia                        | Partito Democratico della Sinistra | Alleanza Nazionale   | Rifondazione Comunista | Popolari per Prodi  | Rinnovamento Italiano |
| ----------------------------------- | ---------------------------------- | -------------------- | ---------------------- | ------------------- | --------------------- |
|                                     |                                    |                      |                        |                     |                       |
| - Filippo Mancuso - Alberto Acierno | - Luciano Violante                 | - Antonino Lo Presti | - Fausto Bertinotti    | - Sergio Mattarella | - Giuseppe Albertini  |

##### Parte maggioritaria
Eletti nel Polo per le Libertà (FI - AN - CCD-CDU)
     Eletti nell'Ulivo (PDS - P-S-P-U-P - RI - FdV)
| Collegio             | Deputato | Deputato                 | Partito |
| -------------------- | -------- | ------------------------ | ------- |
| Trapani              |          | Michele Rallo            |         |
| Marsala              |          | Massimo Grillo           |         |
| Mazara del Vallo     |          | Salvatore Giacalone      |         |
| Alcamo               |          | Francesco Paolo Lucchese |         |
| Cefalù               |          | Gianfranco Miccichè      |         |
| Termini Imerese      |          | Giuseppe Lumia           |         |
| Bagheria             |          | Gaspare Giudice          |         |
| Partinico            |          | Silvio Liotta            |         |
| Palermo-Capaci       |          | Carmelo Carrara          |         |
| Palermo-Resuttana    |          | Enzo Fragalà             |         |
| Palermo-Zisa         |          | Cristina Matranga        |         |
| Palermo-Libertà      |          | Guido Lo Porto           |         |
| Palermo-Villagrazia  |          | Giacomo Baiamonte        |         |
| Palermo-Settecannoli |          | Francesco Cascio         |         |
| Gela                 |          | Federico Guglielmo Lento |         |
| Caltanissetta        |          | Filippo Misuraca         |         |
| Licata               |          | Giuseppe Amato           |         |
| Agrigento            |          | Giovanni Marino          |         |
| Canicattì            |          | Giuseppe Scozzari        |         |
| Sciacca              |          | Antonino Mangiacavallo   |         |

### XIV legislatura

#### Risultati elettorali
| Coalizioni             | Liste                   | Proporzionale | Proporzionale | Proporzionale | Maggioritario | Maggioritario | Maggioritario |
| Coalizioni             | Liste                   | Voti          | %             | Seggi         | Voti          | %             | Seggi         |
| ---------------------- | ----------------------- | ------------- | ------------- | ------------- | ------------- | ------------- | ------------- |
| Casa delle Libertà     | Forza Italia            | 506.430       | 37,65         | 4             | 697.906       | 50,67         | 20            |
| Casa delle Libertà     | Alleanza Nazionale      | 114.612       | 8,52          | 1             | 697.906       | 50,67         | 20            |
| Casa delle Libertà     | CCD-CDU                 | 111.662       | 8,30          | -             | 697.906       | 50,67         | 20            |
| Casa delle Libertà     | Nuovo PSI               | 19.715        | 1,47          | -             | 697.906       | 50,67         | 20            |
| L'Ulivo                | Democratici di Sinistra | 156.145       | 11,61         | 1             | 488.529       | 35,47         | -             |
| L'Ulivo                | La Margherita           | 154.222       | 11,47         | 1             | 488.529       | 35,47         | -             |
| L'Ulivo                | Il Girasole             | 28.138        | 2,09          | -             | 488.529       | 35,47         | -             |
| L'Ulivo                | Comunisti Italiani      | 17.036        | 1,27          | -             | 488.529       | 35,47         | -             |
| Democrazia Europea     | Democrazia Europea      | 105.781       | 7,86          | -             | 127.440       | 9,25          | -             |
| Rifondazione Comunista | Rifondazione Comunista  | 49.297        | 3,66          | -             | N.D.          | N.D.          | N.D.          |
| Italia dei Valori      | Italia dei Valori       | 49.165        | 3,66          | -             | 42.364        | 3,08          | -             |
| Lista Emma Bonino      | Lista Emma Bonino       | 27.631        | 2,05          | -             | 21.073        | 1,53          | -             |
| Paese Nuovo            | Paese Nuovo             | 3.961         | 0,29          | -             | N.D.          | N.D.          | N.D.          |
| Abolizione Scorporo    | Abolizione Scorporo     | 1.289         | 0,10          | -             | N.D.          | N.D.          | N.D.          |
| Totale                 | Totale                  | 1.345.084     |               | 7             | 1.377.312     |               | 20            |

#### Eletti

##### Parte proporzionale
| Forza Italia                                                                | Democratici di Sinistra | La Margherita         | Alleanza Nazionale |
| --------------------------------------------------------------------------- | ----------------------- | --------------------- | ------------------ |
|                                                                             |                         |                       |                    |
| - Angelino Alfano - Giacomo Baiamonte - Gianfranco Miccichè - Non assegnato | - Giuseppe Lumia        | - Salvatore Cardinale | - Guido Lo Porto   |

##### Parte maggioritaria
Eletti nella Casa delle Libertà (FI - AN - CCD-CDU - NPSI)
| Collegio             | Deputato | Deputato                 | Partito       |
| -------------------- | -------- | ------------------------ | ------------- |
| Trapani              |          | Bobo Craxi               | NPSI          |
| Marsala              |          | Massimo Grillo           | CDU           |
| Mazara del Vallo     |          | Nicolò Cristaldi         | AN            |
| Alcamo               |          | Francesco Paolo Lucchese | CCD           |
| Cefalù               |          | Nino Mormino             | FI            |
| Termini Imerese      |          | Nicolò Nicolosi          | Nuova Sicilia |
| Bagheria             |          | Francesco Saverio Romano | CDU           |
| Partinico            |          | Silvio Liotta            | CCD           |
| Palermo-Capaci       |          | Antonino Lo Presti       | AN            |
| Palermo-Resuttana    |          | Enzo Fragalà             | AN            |
| Palermo-Zisa         |          | Diego Cammarata          | FI            |
| Palermo-Libertà      |          | Filippo Mancuso          | FI            |
| Palermo-Villagrazia  |          | Gaspare Giudice          | FI            |
| Palermo-Settecannoli |          | Giuseppe Fallica         | FI            |
| Gela                 |          | Giacomo Ventura          | FI            |
| Caltanissetta        |          | Filippo Misuraca         | FI            |
| Licata               |          | Giuseppe Amato           | FI            |
| Agrigento            |          | Giuseppe Scalia          | AN            |
| Canicattì            |          | Vincenzo Milioto         | NPSI          |
| Sciacca              |          | Giuseppe Marinello       | FI            |

## Dal 2005 al 2017

### XV legislatura

#### Risultati elettorali
|                               | Forza Italia                                      | 403 096   | 29,64 | 7  |  |  |  |  |  |
|                               | Unione dei Democratici Cristiani e di Centro      | 151 560   | 11,15 | 3  |  |  |  |  |  |
|                               | Alleanza Nazionale                                | 131 095   | 9,64  | 2  |  |  |  |  |  |
|                               | Lega Nord – MPA                                   | 28 515    | 2,10  | 1  |  |  |  |  |  |
|                               | Democrazia Cristiana per le Autonomie – Nuovo PSI | 22 538    | 1,66  | –  |  |  |  |  |  |
|                               | Fiamma Tricolore                                  | 6 885     | 0,51  | –  |  |  |  |  |  |
|                               | Alternativa Sociale                               | 6 704     | 0,49  | –  |  |  |  |  |  |
|                               | No Euro                                           | 4 625     | 0,34  | –  |  |  |  |  |  |
|                               | Pensionati Uniti                                  | 3 690     | 0,27  | –  |  |  |  |  |  |
|                               | Partito Liberale Italiano                         | 3 531     | 0,26  | –  |  |  |  |  |  |
|                               | Totale coalizione                                 | 762 239   | 56,05 | 13 |  |  |  |  |  |
|                               | L'Ulivo                                           | 326 929   | 24,04 | 7  |  |  |  |  |  |
|                               | Italia dei Valori                                 | 62 720    | 4,61  | 1  |  |  |  |  |  |
|                               | Partito della Rifondazione Comunista              | 54 818    | 4,03  | 1  |  |  |  |  |  |
|                               | Popolari UDEUR                                    | 39 611    | 2,91  | 1  |  |  |  |  |  |
|                               | Rosa nel Pugno                                    | 31 385    | 2,31  | 1  |  |  |  |  |  |
|                               | Partito dei Comunisti Italiani                    | 29 602    | 2,18  | 1  |  |  |  |  |  |
|                               | Federazione dei Verdi                             | 25 304    | 1,86  | 1  |  |  |  |  |  |
|                               | I Socialisti                                      | 11 438    | 0,84  | –  |  |  |  |  |  |
|                               | Partito Pensionati                                | 6 113     | 0,45  | –  |  |  |  |  |  |
|                               | Lista Consumatori                                 | 3 789     | 0,28  | –  |  |  |  |  |  |
|                               | Totale coalizione                                 | 591 709   | 43,51 | 13 |  |  |  |  |  |
|                               | Md - Noi Siciliani                                | 5 003     | 0,37  | –  |  |  |  |  |  |
|                               | Terzo Polo                                        | 891       | 0,07  | –  |  |  |  |  |  |
| Totale                        | Totale                                            | 1 359 842 | 100   | 26 |  |  |  |  |  |
|                               |                                                   |           |       |    |  |  |  |  |  |
| Voti non validi               | Voti non validi                                   | 71 820    | 5,02  |    |  |  |  |  |  |
| Votanti                       | Votanti                                           | 1 431 662 | 73,83 |    |  |  |  |  |  |
| Elettori                      | Elettori                                          | 1 939 202 |       |    |  |  |  |  |  |
|                               |                                                   |           |       |    |  |  |  |  |  |
| Fonte: Ministero dell'interno |                                                   |           |       |    |  |  |  |  |  |

#### Eletti
| Forza Italia | Unione dei Democratici Cristiani e di Centro                                                                        | Alleanza Nazionale                                         | Lega Nord - MPA                                            |
| --- | --- | ---------------------------------------------------------- | ---------------------------------------------------------- |
| | |                                                            |                                                            |
| - → Silvio Berlusconi - → Gianfranco Miccichè - Angelino Alfano - Giuseppe Fallica - Filippo Misuraca - Giuseppe Marinello - Gaspare Giudice - Nino Mormino - Giacomo Baiamonte | - → Pier Ferdinando Casini - → Lorenzo Cesa - Francesco Saverio Romano - Francesco Paolo Lucchese - Giuseppe Ruvolo | - → Gianfranco Fini - Antonino Lo Presti - Giuseppe Scalia | - → Carmelo Lo Monte - → Nicola Leanza - Giovanni Di Mauro |

| L'Ulivo | Italia dei Valori                                      | Partito della Rifondazione Comunista      | Udeur                                         |
| --- | ------------------------------------------------------ | ----------------------------------------- | --------------------------------------------- |
| |                                                        |                                           |                                               |
| - → Luciano Violante - Salvatore Cardinale - Angelo Capodicasa - Sergio D'Antoni - Giuseppe Lumia - Sergio Mattarella - Angelo Lomaglio - Francesco Piro | - Leoluca Orlando                                      | - → Fausto Bertinotti - Daniela Dioguardi | - Vito Li Causi                               |
| - → Luciano Violante - Salvatore Cardinale - Angelo Capodicasa - Sergio D'Antoni - Giuseppe Lumia - Sergio Mattarella - Angelo Lomaglio - Francesco Piro | Rosa nel Pugno                                         | Partito dei Comunisti Italiani            | Federazione dei Verdi                         |
| - → Luciano Violante - Salvatore Cardinale - Angelo Capodicasa - Sergio D'Antoni - Giuseppe Lumia - Sergio Mattarella - Angelo Lomaglio - Francesco Piro |                                                        |                                           |                                               |
| - → Luciano Violante - Salvatore Cardinale - Angelo Capodicasa - Sergio D'Antoni - Giuseppe Lumia - Sergio Mattarella - Angelo Lomaglio - Francesco Piro | - → Emma Bonino - → Enrico Boselli - Daniele Capezzone | - Oliviero Diliberto                      | - → Alfonso Pecoraro Scanio - Massimo Fundarò |

1. ↑  Opta per la circoscrizione Campania 1
2. ↑  Opta per la circoscrizione Calabria
3. ↑  Opta per la circoscrizione Lombardia 1
4. ↑  Opta per la circoscrizione Lombardia 2
5. ↑  Opta per la circoscrizione Emilia-Romagna
6. ↑  Opta per la circoscrizione Sicilia 2
7. ↑  Opta per la circoscrizione Sicilia 2
8. ↑  Cessa dal mandato in data 17.07.2006; subentrante: Pietro Rao
9. ↑  Opta per la circoscrizione Emilia-Romagna
10. ↑  Opta per la circoscrizione Piemonte 2
11. ↑  Opta per la circoscrizione Veneto 2
12. ↑  Opta per la circoscrizione Sicilia 2
13. ↑  Opta per la circoscrizione Campania 2

### XVI legislatura

#### Risultati elettorali
|                               | Il Popolo della Libertà               | 607 877   | 45,90 | 13 |  |  |  |  |  |
|                               | Movimento per l'Autonomia             | 73 577    | 5,56  | 1  |  |  |  |  |  |
|                               | Totale coalizione                     | 681 454   | 51,46 | 14 |  |  |  |  |  |
|                               | Partito Democratico                   | 342 110   | 25,83 | 7  |  |  |  |  |  |
|                               | Italia dei Valori                     | 51 517    | 3,89  | 1  |  |  |  |  |  |
|                               | Totale coalizione                     | 393 627   | 29,72 | 8  |  |  |  |  |  |
|                               | Unione di Centro                      | 150 915   | 11,40 | 3  |  |  |  |  |  |
|                               | La Sinistra l'Arcobaleno              | 35 043    | 2,65  | –  |  |  |  |  |  |
|                               | La Destra - Fiamma Tricolore          | 23 465    | 1,77  | –  |  |  |  |  |  |
|                               | Partito Socialista                    | 8 997     | 0,68  | –  |  |  |  |  |  |
|                               | Associazione per la Difesa della Vita | 5 780     | 0,44  | –  |  |  |  |  |  |
|                               | Sinistra Critica                      | 5 372     | 0,41  | –  |  |  |  |  |  |
|                               | Partito Comunista dei Lavoratori      | 4 610     | 0,35  | –  |  |  |  |  |  |
|                               | Partito Liberale Italiano             | 4 340     | 0,33  | –  |  |  |  |  |  |
|                               | Per il Bene Comune                    | 4 089     | 0,31  | –  |  |  |  |  |  |
|                               | Unione Democratica per i Consumatori  | 3 722     | 0,28  | –  |  |  |  |  |  |
|                               | Forza Nuova                           | 2 936     | 0,22  | –  |  |  |  |  |  |
| Totale                        | Totale                                | 1 324 350 | 100   | 25 |  |  |  |  |  |
|                               |                                       |           |       |    |  |  |  |  |  |
| Voti non validi               | Voti non validi                       | 112 508   | 7,83  |    |  |  |  |  |  |
| Votanti                       | Votanti                               | 1 436 858 | 73,86 |    |  |  |  |  |  |
| Elettori                      | Elettori                              | 1 945 323 |       |    |  |  |  |  |  |
|                               |                                       |           |       |    |  |  |  |  |  |
| Fonte: Ministero dell'interno |                                       |           |       |    |  |  |  |  |  |

#### Eletti
| Il Popolo della Libertà | Partito Democratico | Unione di Centro                                                                           |
| --- | --- | ------------------------------------------------------------------------------------------ |
| | |                                                                                            |
| - → Silvio Berlusconi - → Gianfranco Fini - Gianfranco Miccichè - Angelino Alfano - Giuseppe Scalia - Enrico La Loggia - Giuseppe Fallica - Salvatore Misuraca - Antonino Lo Presti - Giuseppe Marinello - Gaspare Giudice - Vincenzo Antonio Fontana - Nicolò Cristaldi - Alessandro Pagano - Gabriella Giammanco | - → Giuseppe Fioroni - Alessandra Siragusa - Angelo Capodicasa - Sergio D'Antoni - Pierdomenico Martino - Daniela Cardinale - Enzo Carra - Antonino Russo | - → Pier Ferdinando Casini - Francesco Saverio Romano - Calogero Mannino - Giuseppe Ruvolo |
| - → Silvio Berlusconi - → Gianfranco Fini - Gianfranco Miccichè - Angelino Alfano - Giuseppe Scalia - Enrico La Loggia - Giuseppe Fallica - Salvatore Misuraca - Antonino Lo Presti - Giuseppe Marinello - Gaspare Giudice - Vincenzo Antonio Fontana - Nicolò Cristaldi - Alessandro Pagano - Gabriella Giammanco | - → Giuseppe Fioroni - Alessandra Siragusa - Angelo Capodicasa - Sergio D'Antoni - Pierdomenico Martino - Daniela Cardinale - Enzo Carra - Antonino Russo | Movimento per l'Autonomia                                                                  |
| - → Silvio Berlusconi - → Gianfranco Fini - Gianfranco Miccichè - Angelino Alfano - Giuseppe Scalia - Enrico La Loggia - Giuseppe Fallica - Salvatore Misuraca - Antonino Lo Presti - Giuseppe Marinello - Gaspare Giudice - Vincenzo Antonio Fontana - Nicolò Cristaldi - Alessandro Pagano - Gabriella Giammanco | - → Giuseppe Fioroni - Alessandra Siragusa - Angelo Capodicasa - Sergio D'Antoni - Pierdomenico Martino - Daniela Cardinale - Enzo Carra - Antonino Russo |                                                                                            |
| - → Silvio Berlusconi - → Gianfranco Fini - Gianfranco Miccichè - Angelino Alfano - Giuseppe Scalia - Enrico La Loggia - Giuseppe Fallica - Salvatore Misuraca - Antonino Lo Presti - Giuseppe Marinello - Gaspare Giudice - Vincenzo Antonio Fontana - Nicolò Cristaldi - Alessandro Pagano - Gabriella Giammanco | - → Giuseppe Fioroni - Alessandra Siragusa - Angelo Capodicasa - Sergio D'Antoni - Pierdomenico Martino - Daniela Cardinale - Enzo Carra - Antonino Russo | - → Raffaele Lombardo - Nicola Leanza                                                      |
| - → Silvio Berlusconi - → Gianfranco Fini - Gianfranco Miccichè - Angelino Alfano - Giuseppe Scalia - Enrico La Loggia - Giuseppe Fallica - Salvatore Misuraca - Antonino Lo Presti - Giuseppe Marinello - Gaspare Giudice - Vincenzo Antonio Fontana - Nicolò Cristaldi - Alessandro Pagano - Gabriella Giammanco | - → Giuseppe Fioroni - Alessandra Siragusa - Angelo Capodicasa - Sergio D'Antoni - Pierdomenico Martino - Daniela Cardinale - Enzo Carra - Antonino Russo | Italia dei Valori                                                                          |
| - → Silvio Berlusconi - → Gianfranco Fini - Gianfranco Miccichè - Angelino Alfano - Giuseppe Scalia - Enrico La Loggia - Giuseppe Fallica - Salvatore Misuraca - Antonino Lo Presti - Giuseppe Marinello - Gaspare Giudice - Vincenzo Antonio Fontana - Nicolò Cristaldi - Alessandro Pagano - Gabriella Giammanco | - → Giuseppe Fioroni - Alessandra Siragusa - Angelo Capodicasa - Sergio D'Antoni - Pierdomenico Martino - Daniela Cardinale - Enzo Carra - Antonino Russo |                                                                                            |
| - → Silvio Berlusconi - → Gianfranco Fini - Gianfranco Miccichè - Angelino Alfano - Giuseppe Scalia - Enrico La Loggia - Giuseppe Fallica - Salvatore Misuraca - Antonino Lo Presti - Giuseppe Marinello - Gaspare Giudice - Vincenzo Antonio Fontana - Nicolò Cristaldi - Alessandro Pagano - Gabriella Giammanco | - → Giuseppe Fioroni - Alessandra Siragusa - Angelo Capodicasa - Sergio D'Antoni - Pierdomenico Martino - Daniela Cardinale - Enzo Carra - Antonino Russo | - → Leoluca Orlando - → Antonio Di Pietro - Ignazio Messina                                |

1. ↑  Opta per la circoscrizione Molise
2. ↑  Opta per la circoscrizione Emilia-Romagna
3. ↑  Opta per la circoscrizione Lazio 2
4. ↑  Opta per la circoscrizione Liguria
5. ↑  Opta per la circoscrizione Puglia
6. ↑  Opta per la circoscrizione Lazio 1
7. ↑  Opta per la circoscrizione Molise

### XVII legislatura

#### Risultati elettorali
|                               | Movimento 5 Stelle            | 404 944   | 34,55 | 6  |  |  |  |  |  |
|                               | Il Popolo della Libertà       | 306 846   | 26,18 | 6  |  |  |  |  |  |
|                               | Grande Sud – MPA              | 21 473    | 1,83  | –  |  |  |  |  |  |
|                               | Fratelli d'Italia             | 15 303    | 1,31  | –  |  |  |  |  |  |
|                               | Moderati in Rivoluzione       | 8 009     | 0,68  | –  |  |  |  |  |  |
|                               | La Destra                     | 6 548     | 0,56  | –  |  |  |  |  |  |
|                               | Lega Nord                     | 2 001     | 0,17  | –  |  |  |  |  |  |
|                               | Totale coalizione             | 360 180   | 30,73 | 6  |  |  |  |  |  |
|                               | Partito Democratico           | 218 665   | 18,65 | 10 |  |  |  |  |  |
|                               | Sinistra Ecologia Libertà     | 24 149    | 2,06  | 1  |  |  |  |  |  |
|                               | Centro Democratico            | 6 550     | 0,56  | –  |  |  |  |  |  |
|                               | Totale coalizione             | 249 364   | 21,27 | 11 |  |  |  |  |  |
|                               | Scelta Civica                 | 60 671    | 5,18  | 1  |  |  |  |  |  |
|                               | Unione di Centro              | 31 608    | 2,70  | 1  |  |  |  |  |  |
|                               | Futuro e Libertà per l'Italia | 6 727     | 0,57  | –  |  |  |  |  |  |
|                               | Totale coalizione             | 99 006    | 8,45  | 2  |  |  |  |  |  |
|                               | Rivoluzione Civile            | 43 145    | 3,68  | –  |  |  |  |  |  |
|                               | Amnistia Giustizia Libertà    | 6 107     | 0,52  | –  |  |  |  |  |  |
|                               | Liberali per l'Italia - PLI   | 3 712     | 0,32  | –  |  |  |  |  |  |
|                               | Fare per Fermare il Declino   | 3 697     | 0,32  | –  |  |  |  |  |  |
|                               | Forza Nuova                   | 2 013     | 0,17  | –  |  |  |  |  |  |
| Totale                        | Totale                        | 1 172 168 | 100   | 25 |  |  |  |  |  |
|                               |                               |           |       |    |  |  |  |  |  |
| Voti non validi               | Voti non validi               | 55 483    | 4,52  |    |  |  |  |  |  |
| Votanti                       | Votanti                       | 1 227 651 | 62,86 |    |  |  |  |  |  |
| Elettori                      | Elettori                      | 1 953 081 |       |    |  |  |  |  |  |
|                               |                               |           |       |    |  |  |  |  |  |
| Fonte: Ministero dell'interno |                               |           |       |    |  |  |  |  |  |

#### Eletti
| Partito Democratico | Movimento 5 Stelle                                                                                            | Il Popolo della Libertà |
| --- | --- | --- |
| | | |
| - → Pier Luigi Bersani - Magda Culotta - Angelo Capodicasa - Luigi Taranto - Marco Causi - Davide Faraone - Daniela Cardinale - Teresa Piccione - Francesco Ribaudo - Antonino Moscatt - Maria Iacono | - Riccardo Nuti - Giulia Di Vita - Chiara Di Benedetto - Loredana Lupo - Azzurra Cancelleri - Claudia Mannino | - → Angelino Alfano - Francesco Saverio Romano - Dore Misuraca - Gabriella Giammanco - Alessandro Pagano - Riccardo Gallo - Antonino Bosco |
| Sinistra Ecologia Libertà | Scelta Civica                                                                                                 | Unione di Centro |
| | | |
| - → Laura Boldrini - Erasmo Palazzotto | - Gea Schirò                                                                                                  | - → Gianpiero D'Alia - Ferdinando Adornato                                                                                                 |

1. ↑  Opta per la circoscrizione Lombardia 1
2. ↑  Opta per la circoscrizione Piemonte 1
3. ↑  Opta per la circoscrizione Sicilia 2
4. ↑  Opta per la circoscrizione Sicilia 2

## Dal 2017

### Collegi elettorali

#### Dal 2017 al 2020
Alla circoscrizione sono attribuiti 25 seggi: 9 sono assegnati mediante sistema maggioritario, in altrettanti collegi uninominali; 16 mediante sistema proporzionale, all'interno di tre collegi plurinominali.
| Collegi plurinominali | Collegi plurinominali | Collegi uninominali                                                                             |
| --------------------- | --------------------- | ----------------------------------------------------------------------------------------------- |
|                       | Sicilia 1 - 01        | - 01 - Palermo - Resuttana - San Lorenzo - 02 - Palermo - Libertà - 03 - Palermo - Settecannoli |
|                       | Sicilia 1 - 02        | - 05 - Bagheria - 06 - Monreale - 08 - Marsala                                                  |
|                       | Sicilia 1 - 03        | - 04 - Gela - 07 - Agrigento - 09 - Mazara del Vallo                                            |

#### Dal 2020
In seguito alla riforma costituzionale del 2020 in tema di riduzione del numero dei parlamentari, alla circoscrizione sono attribuiti 15 seggi: 6 sono assegnati mediante sistema maggioritario, in altrettanti collegi uninominali; 9 mediante sistema proporzionale, all'interno di due collegi plurinominali.
| Collegi plurinominali | Collegi plurinominali | Collegi uninominali                                                                    |
| --------------------- | --------------------- | -------------------------------------------------------------------------------------- |
|                       | Sicilia 1 - 01        | - 01 - Palermo - Settecannoli - 02 - Palermo - Resuttana - San Lorenzo - 03 - Bagheria |
|                       | Sicilia 1 - 02        | - 04 - Gela - 05 - Agrigento - 06 - Marsala                                            |

### XVIII legislatura

#### Risultati elettorali
|                            | Movimento 5 Stelle                   | 538 770   | 48,14 | 8  | 538 770   | 48,14 | 9 |  |  |
|                            | Forza Italia                         | 236 990   | 21,18 | 3  | 368 044   | 32,89 | – |  |  |
|                            | Lega                                 | 57 816    | 5,17  | 1  | 368 044   | 32,89 | – |  |  |
|                            | Fratelli d'Italia                    | 39 965    | 3,57  | 1  | 368 044   | 32,89 | – |  |  |
|                            | Noi con l'Italia – UDC               | 33 273    | 2,97  | –  | 368 044   | 32,89 | – |  |  |
|                            | Partito Democratico                  | 118 782   | 10,61 | 2  | 142 222   | 12,71 | – |  |  |
|                            | +Europa                              | 13 625    | 1,22  | –  | 142 222   | 12,71 | – |  |  |
|                            | Italia Europa Insieme                | 5 288     | 0,47  | –  | 142 222   | 12,71 | – |  |  |
|                            | Civica Popolare                      | 4 527     | 0,40  | –  | 142 222   | 12,71 | – |  |  |
|                            | Liberi e Uguali                      | 35 313    | 3,16  | 1  | 35 313    | 3,16  | – |  |  |
|                            | Il Popolo della Famiglia             | 14 135    | 1,26  | –  | 14 135    | 1,26  | – |  |  |
|                            | Potere al Popolo!                    | 8 405     | 0,75  | –  | 8 405     | 0,75  | – |  |  |
|                            | Italia agli Italiani (FN - FT)       | 4 893     | 0,44  | –  | 4 893     | 0,44  | – |  |  |
|                            | CasaPound                            | 4 058     | 0,36  | –  | 4 058     | 0,36  | – |  |  |
|                            | Partito Comunista                    | 1 910     | 0,17  | –  | 1 910     | 0,17  | – |  |  |
|                            | Lista del Popolo per la Costituzione | 1 345     | 0,12  | –  | 1 345     | 0,12  | – |  |  |
| Totale                     | Totale                               | 1 119 095 | 100   | 16 | 1 119 095 | 100   | 9 |  |  |
|                            |                                      |           |       |    |           |       |   |  |  |
| Schede bianche             | Schede bianche                       | 11 230    | 0,97  |    |           |       |   |  |  |
| Schede nulle               | Schede nulle                         | 31 366    | 2,70  |    |           |       |   |  |  |
| Votanti                    | Votanti                              | 1 161 691 | 61,11 |    |           |       |   |  |  |
| Elettori                   | Elettori                             | 1 901 125 |       |    |           |       |   |  |  |
|                            |                                      |           |       |    |           |       |   |  |  |
| Fonte: Camera dei deputati |                                      |           |       |    |           |       |   |  |  |

#### Eletti

##### Eletti nei collegi uninominali
Eletti nel Movimento 5 Stelle
| Collegio uninominale             | Eletto | Eletto             | Partito |
| -------------------------------- | ------ | ------------------ | ------- |
| 1. Palermo-Resuttana-San Lorenzo |        | Aldo Penna         | M5S     |
| 2. Palermo-Libertà               |        | Giorgio Trizzino   | M5S     |
| 3. Palermo-Settecannoli          |        | Roberta Alaimo     | M5S     |
| 4. Gela                          |        | Dedalo Pignatone   | M5S     |
| 5. Bagheria                      |        | Vittoria Casa      | M5S     |
| 6. Monreale                      |        | Giuseppe Chiazzese | M5S     |
| 7. Agrigento                     |        | Michele Sodano     | M5S     |
| 8. Marsala                       |        | Piera Aiello       | M5S     |
| 9. Mazara del Vallo              |        | Vita Martinciglio  | M5S     |

1. ↑  In data 24.03.2021 aderisce al gruppo misto, non iscritti; in data 08.04.2022 alla componente «Azione-+Europa-Radicali Italiani»; in data 25.08.2022 torna nei non iscritti.
2. 1 2  In data 21.06.2022 aderisce al gruppo Insieme per il Futuro.
3. ↑  In data 19.02.2021 aderisce al gruppo misto, non iscritti.
4. ↑  In data 02.09.2020 aderisce al gruppo misto, non iscritti; in data 28.01.2021 alla componente «Centro Democratico»; in data 30.06.2021 torna nei non iscritti.
5. ↑  In data 21.06.2022 aderisce al gruppo Insieme per il Futuro; in data 27.06.2022 torna nel gruppo Movimento 5 Stelle.

##### Eletti nei collegi plurinominali
| Collegio plurinominale | M5S                                                               | Forza Italia         | Partito Democratico | Lega                | Fratelli d'Italia | Liberi e Uguali     |
| ---------------------- | ----------------------------------------------------------------- | -------------------- | ------------------- | ------------------- | ----------------- | ------------------- |
| Collegio plurinominale |                                                                   |                      |                     |                     |                   |                     |
| Sicilia 1 - 01         | - Adriano Varrica - Valentina D'Orso                              | - Francesco Scoma    | –                   | –                   | –                 | - Erasmo Palazzotto |
| Sicilia 1 - 02         | - Antonio Lombardo - Caterina Licatini - Davide Aiello            | - Matilde Siracusano | - Carmelo Miceli    | –                   | –                 | –                   |
| Sicilia 1 - 03         | - Azzurra Cancelleri - Filippo Giuseppe Perconti - Rosalba Cimino | - Giusi Bartolozzi   | - Daniela Cardinale | - Alessandro Pagano | - Carolina Varchi | –                   |

1. ↑  In data 15.05.2020 aderisce al gruppo Italia Viva; in data 23.09.2021 al gruppo Lega - Salvini Premier.
2. ↑  In data 16.03.2022 aderisce al gruppo Partito Democratico.
3. ↑  In data 10.12.2020 aderisce al gruppo misto, non iscritti; in data 13.01.2021 alla componente «Centro Democratico-Italiani in Europa»; in data 10.03.2021 alla componente «Facciamo Eco-Federazione dei Verdi»; in data 29.07.2021 torna nei non iscritti; in data 01.08.2021 aderisce alla componente «MAIE-PSI-Facciamoeco»; in data 24.02.2022 torna nei non iscritti; in data 01.03.2022 aderisce al gruppo Coraggio Italia; in data 21.06.2022 al gruppo Insieme per il Futuro.
4. ↑  In data 21.06.2022 aderisce al gruppo Insieme per il Futuro.
5. ↑  In data 27.07.2021 aderisce al gruppo misto, non iscritti.
6. ↑  In data 13.06.2019 aderisce al gruppo misto, non iscritti; in data 14.01.2021 alla componente «Centro Democratico».

### XIX legislatura

#### Risultati elettorali
- Dati relativi a 2.410 sezioni su 2.414.

|                               | Fratelli d'Italia                                       | 167 501   | 17,88 | 2 | 328 681 | 35,08 | 5 |  |  |
|                               | Forza Italia                                            | 108 387   | 11,57 | 1 | 328 681 | 35,08 | 5 |  |  |
|                               | Lega per Salvini Premier                                | 44 169    | 4,71  | 1 | 328 681 | 35,08 | 5 |  |  |
|                               | Noi Moderati                                            | 8 624     | 0,92  | – | 328 681 | 35,08 | 5 |  |  |
|                               | Movimento 5 Stelle                                      | 288 120   | 30,75 | 3 | 288 120 | 30,75 | 1 |  |  |
|                               | Partito Democratico - Italia Democratica e Progressista | 114 475   | 12,22 | 1 | 158 517 | 16,92 | – |  |  |
|                               | Alleanza Verdi e Sinistra                               | 19 731    | 2,11  | – | 158 517 | 16,92 | – |  |  |
|                               | +Europa                                                 | 17 234    | 1,84  | – | 158 517 | 16,92 | – |  |  |
|                               | Impegno Civico – Centro Democratico                     | 7 077     | 0,76  | – | 158 517 | 16,92 | – |  |  |
|                               | Sud chiama Nord                                         | 75 106    | 8,02  | – | 75 106  | 8,02  | – |  |  |
|                               | Azione - Italia Viva                                    | 53 189    | 5,68  | 1 | 53 189  | 5,68  | – |  |  |
|                               | Italexit                                                | 14 507    | 1,55  | – | 14 507  | 1,55  | – |  |  |
|                               | Italia Sovrana e Popolare                               | 10 433    | 1,11  | – | 10 433  | 1,11  | – |  |  |
|                               | Unione Popolare                                         | 8 328     | 0,89  | – | 8 328   | 0,89  | – |  |  |
| Totale                        | Totale                                                  | 936 881   | 100   | 9 | 936 881 | 100   | 6 |  |  |
| Elettori                      | Elettori                                                | 1 847 713 |       |   |         |       |   |  |  |
|                               |                                                         |           |       |   |         |       |   |  |  |
| Data: 25 settembre 2022       |                                                         |           |       |   |         |       |   |  |  |
| Fonte: Ministero dell'interno |                                                         |           |       |   |         |       |   |  |  |

#### Eletti

##### Eletti nei collegi uninominali
Eletti nella coalizione di coalizione di centro-destra (FdI - LSP - FI - NM)
     Eletti nel Movimento 5 Stelle
| Collegio uninominale                   | Eletto | Eletto                     | Partito |
| -------------------------------------- | ------ | -------------------------- | ------- |
| 01 - Palermo - Settecannoli            |        | Davide Aiello              | M5S     |
| 02 - Palermo - Resuttana - San Lorenzo |        | Carolina Varchi            | FdI     |
| 03 - Bagheria                          |        | Francesco Saverio Romano   | NM      |
| 04 - Gela                              |        | Michela Vittoria Brambilla | MA      |
| 05 - Agrigento                         |        | Calogero Pisano            | Ind     |
| 06 - Marsala                           |        | Marta Fascina              | FI      |

1. ↑  Eletto quando fu sospeso da FdI per parole antisemite.

##### Eletti nei collegi plurinominali
| Collegio plurinominale | Movimento 5 Stelle                   | Fratelli d'Italia    | Forza Italia   | Partito Democratico-IDP | Azione - Italia Viva |
| ---------------------- | ------------------------------------ | -------------------- | -------------- | ----------------------- | -------------------- |
| Collegio plurinominale |                                      |                      |                |                         |                      |
| Sicilia 1 - 01         | - Valentina D'Orso - Daniela Morfino | - Gianluca Caramanna | - Giorgio Mulé | - Giuseppe Provenzano   | -                    |
| Sicilia 1 - 02         | - Ida Carmina                        | - Antonio Giordano   | -              | - Giovanna Iacono       | - Davide Faraone     |